# Férfi 110 méteres gátfutás a 2005. évi nyári európai ifjúsági olimpiai fesztiválon
A 2005. évi nyári európai ifjúsági olimpiai fesztiválon az atlétikai versenyszámokat Lignano Sabbiadoróban rendezték. A férfi 110 méteres gátfutás előfutamait július 05-én, a döntőt pedig július 06-án rendezték.

## Előfutamok
| H  | F | Név                     | Nemzet                | E     | Mj |
| -- | - | ----------------------- | --------------------- | ----- | -- |
| 1  | 1 | João Almeida            | Portugália            | 13.95 | QA |
| 2  | 3 | Michael Winkler         | Németország           | 13.96 | QA |
| 3  | 5 | Thomas Martinot-Lagarde | Franciaország         | 13.97 | QA |
| 4  | 3 | Rok Derzanic            | Szlovénia             | 14.06 | qA |
| 5  | 4 | Ivan Byzin              | Oroszország           | 14.16 | QA |
| 6  | 5 | Adnan Malkic            | Bosznia-Hercegovina   | 14.19 | qB |
| 7  | 4 | Stefano Tedesco         | Olaszország           | 14.23 | qB |
| 8  | 2 | Harald Modl             | Ausztria              | 14.26 | QA |
| 8  | 1 | Juan Ramón Barragan     | Spanyolország         | 14.26 | qB |
| 10 | 5 | Jirí Smola              | Csehország            | 14.34 | qB |
| 11 | 4 | Lubomír Bennár          | Szlovákia             | 14.35 | qB |
| 12 | 1 | Alexandros Stavridis    | Ciprus                | 14.40 | qB |
| 13 | 2 | Sergey Kopanayko        | Ukrajna               | 14.40 |    |
| 14 | 3 | Fabrice Bornet          | Svájc                 | 14.44 |    |
| 15 | 3 | Eduard Ghiorghiu        | Románia               | 14.51 |    |
| 16 | 2 | Karlis Daube            | Lettország            | 14.54 |    |
| 17 | 5 | Alexander Al-Ameen      | Egyesült Királyság    | 14.73 |    |
| 18 | 4 | Konstadínos Kampanis    | Görögország           | 14.80 |    |
| 19 | 1 | Michal Mroz             | Lengyelország         | 14.88 |    |
| 20 | 4 | Brynjar Gunnarsson      | Izland                | 14.92 |    |
| 21 | 1 | Uroš Krstic             | Szerbia és Montenegró | 14.98 |    |
| 22 | 5 | Lauri Linntamm          | Észtország            | 15.00 |    |
| 23 | 2 | Niko Niemi              | Finnország            | 15.01 |    |
| 24 | 3 | Venelin Tsonev          | Bulgária              | 15.17 |    |
| 25 | 2 | Thiomir Henc            | Horvátország          | 15.39 |    |

## Döntő
| A döntő | A döntő                 | A döntő             | A döntő | A döntő |
| H       | Név                     | Nemzet              | E       | Mj      |
| ------- | ----------------------- | ------------------- | ------- | ------- |
| Arany   | Ivan Byzin              | Oroszország         | 13.92   |         |
| Ezüst   | João Almeida            | Portugália          | 13.94   |         |
| Bronz   | Thomas Martinot-Lagarde | Franciaország       | 13.96   |         |
| 4       | Michael Winkler         | Németország         | 14.11   |         |
| 5       | Rok Derzanic            | Szlovénia           | 14.15   |         |
| 6       | Harald Modl             | Ausztria            | 14.23   |         |
| B döntő |                         |                     |         |         |
| H       | Név                     | Nemzet              | E       | Mj      |
| 1       | Stefano Tedesco         | Olaszország         | 14.09   |         |
| 2       | Adnan Malkic            | Bosznia-Hercegovina | 14.22   |         |
| 3       | Lubomír Bennár          | Szlovákia           | 14.28   |         |
| 4       | Alexandros Stavridis    | Ciprus              | 14.50   |         |
| 5       | Juan Ramón Barragan     | Spanyolország       | 14.52   |         |
| -       | Jirí Smola              | Csehország          | -       | DQ      |